# Song Jae-kun
Song Jae-kun (ur. 15 lutego 1974) – południowokoreański łyżwiarz szybki, specjalizujący się w short tracku. Złoty medalista olimpijski, mistrz świata w sztafecie.

## Osiągnięcia

### Igrzyska olimpijskie
W 1992 roku w Albertville razem z Mo Ji-soo, Kim Ki-hoonem i Lee Joon-ho zdobył złoto w sztafecie. W indywidualnym konkursie był dwudziesty.
Nie wystąpił już na innych igrzyskach olimpijskich.

### Mistrzostwa świata
Trzykrotnie zdobył z reprezentacją swojego kraju medal na mistrzostwach świata: złoto w 1992 i srebro w 1991 i 1995. W 1995 ponadto udało mu się wywalczyć brąz indywidualnie.